# Mácon (poeta grego)
Mácon (Gr: Makhõn), foi um poeta cômico grego, que viveu no século III a.C..

## Biografia
Mácon mudou-se de Corinto (sua cidade natal) para Alexandria (Egito), onde construiu uma carreira de sucesso como poeta cômico. Aristófanes de Bizâncio era tido como um de seus mais entusiasmados discípulos.
Uma de suas obras mais populares era "Chistes" - versos lâmbicos picantes sobre famosas prostitutas e seus clientes importantes.